# 2025年のグランプリ・オブ・ジ・アメリカズ
2025年のグランプリ・オブ・ジ・アメリカズは、ロードレース世界選手権の2025年シーズン第3戦として、3月30日にアメリカ合衆国テキサス州オースティンのサーキット・オブ・ジ・アメリカズで開催された。